# Skulpturen-Rundgang Schorndorf

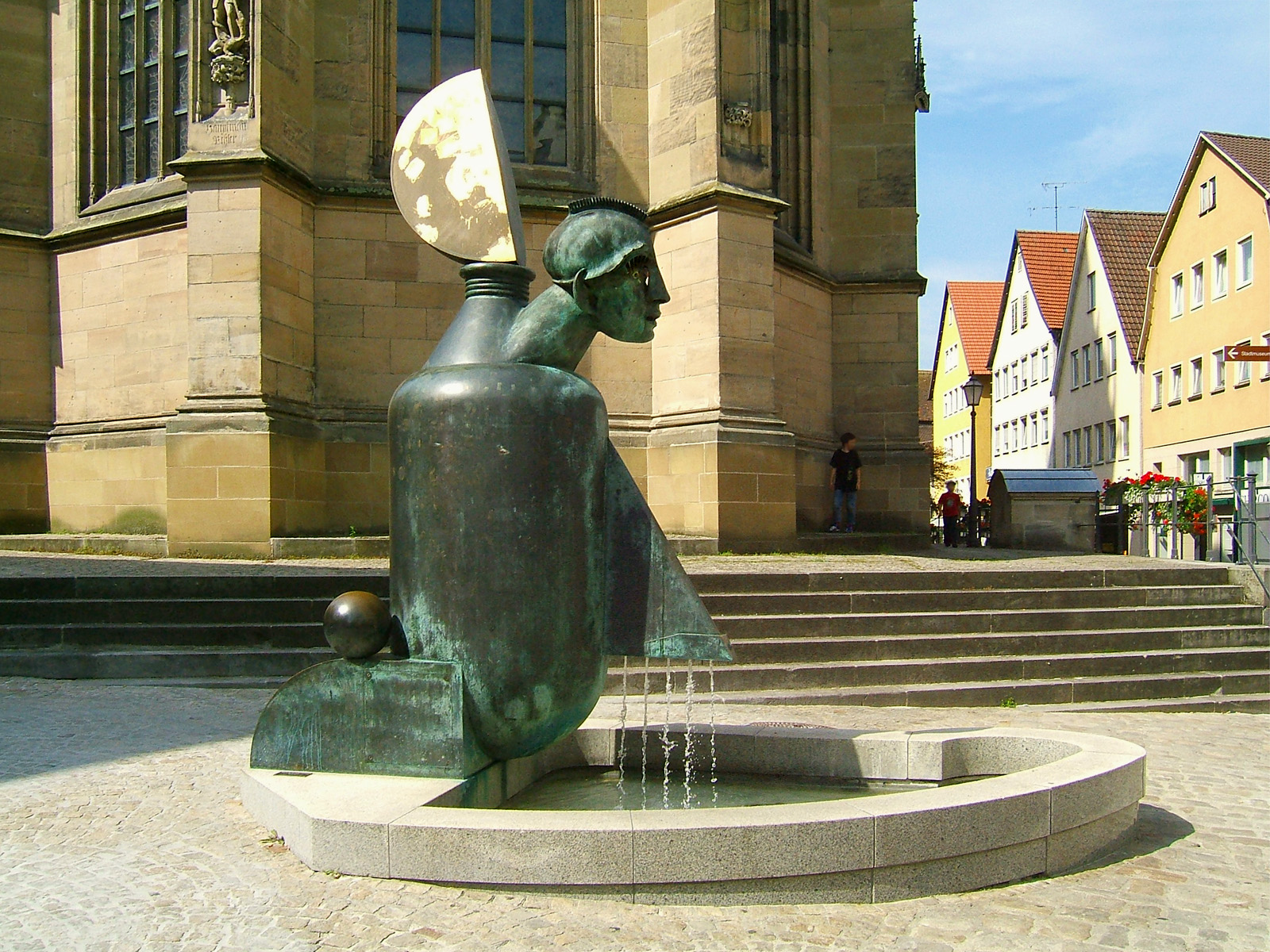
Jürgen Goertz Mondscheinbrunnen

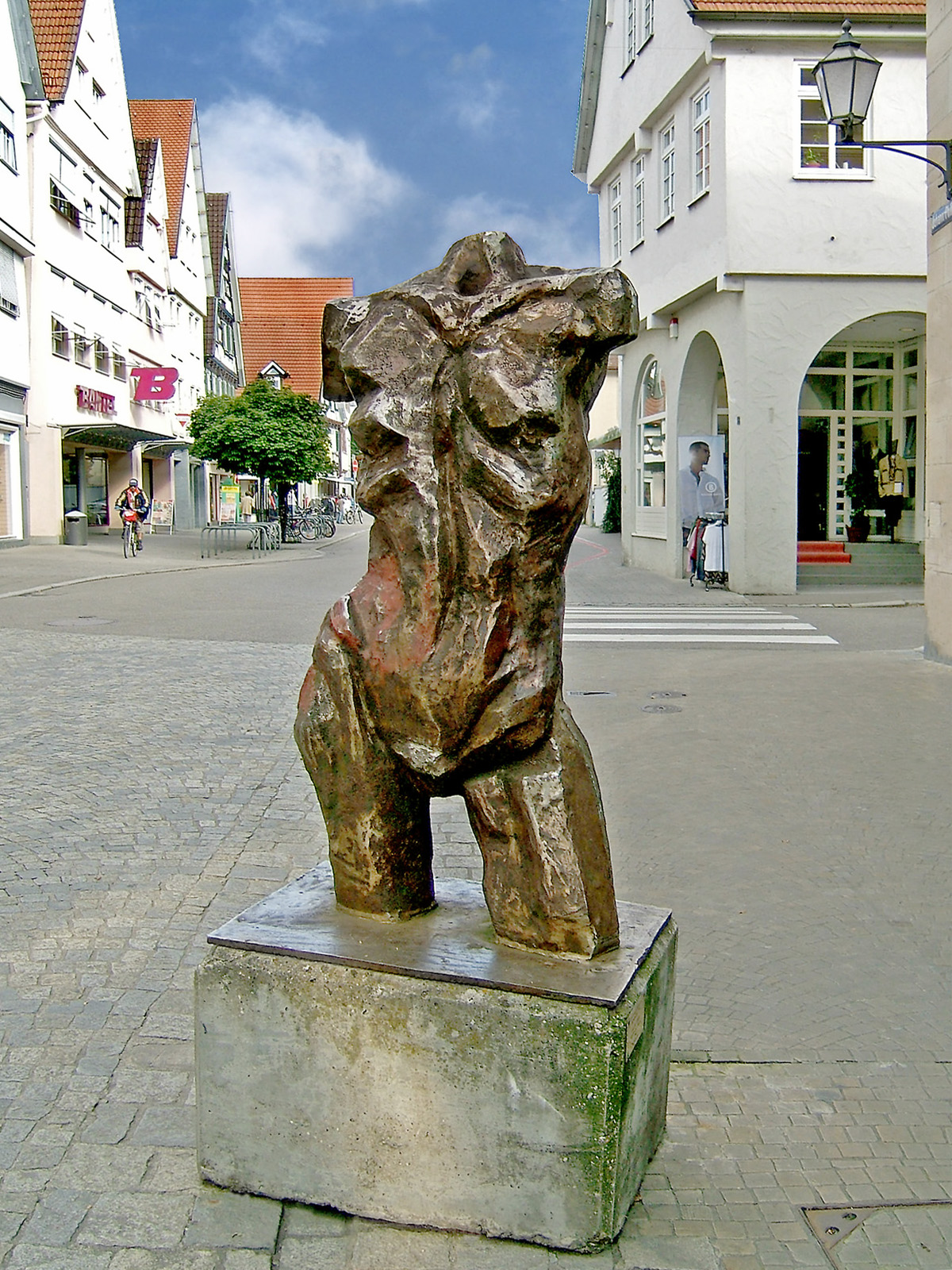
Eckhart Dietz Weiblicher Torso

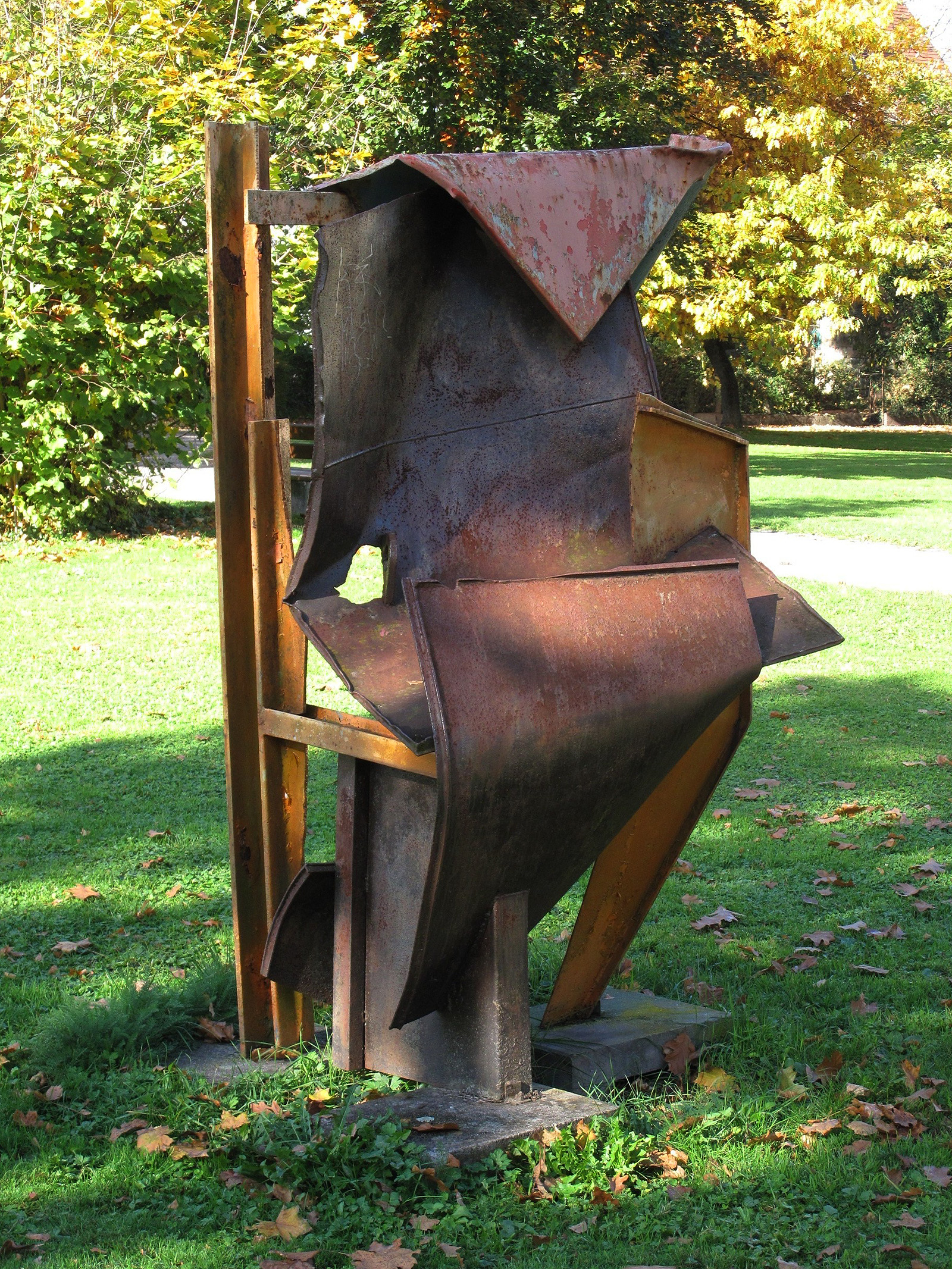
Klaus Hartmann Brandung

Der Skulpturen-Rundgang Schorndorf ist ein Skulpturenweg in der Stadt Schorndorf in Baden-Württemberg. Die Sammlung umfasst viele Strömungen der Bildhauerkunst, sowohl figurative als auch abstrakte Kunst, Metall- und Steinbildhauerkunst, Glaskunst, Reliefs, Wasserspiele, Land Art und Popart, Installationen und Konzeptkunst.

## Geschichte
Vor 1987 befanden sich in der Stadt vier Bildhauerwerke im Öffentlichen Raum. Der ansässige Verein Kulturforum Schorndorf organisierte 1987 das erste Bildhauersymposion als Moderne Kunst in unserer Stadt. Mit einem zweiten Symposion wurde 1997 der Skulpturen-Rundgang erweitert. 2017 wurde im Rahmen des 3. Schorndorfer Bildhauersymposions der Skulpturen-Rundgang in Richtung der Rems erweitert. 2018 sind 43 Skulpturen in einem Rundweg aufgestellt.

## Bildwerke im öffentlichen Raum
1. Hüseyin Altin: Fortschnittschritt (1987)
2. Max Seiz: Das Gespräch (1988)
3. Jürgen Goertz: Mondscheinbrunnen (1991)
4. Fritz Nuss: Mutter und Kind (1987)
5. Christoph Traub: Erinner dich meiner... Die 10 Hingerichteten (2014)
6. Hans Dieter Bohnet: Armer Konrad (1991)
7. Otto Zeyher: Zeitzeichen – Anno Domini 2000 (2000)
8. EBBA Kaynak: AN-NAs (2001)
9. Josef Nadj: Rahmenbedingung (2001)
10. Erich Fritz Reuter: Lesender Jüngling (1989)
11. Dodo Kalberer-Brenek: Tierbrunnen (1987)
12. David Lee Thompson: Swan Song, Still Unplugged in Schorndorf (1997)
13. Werner Pokorny: Haus mit durchbrochener Form (1997)
14. Timm Ulrichs: Gekippter Fluss – Natur in Fertigteilen (1997)
15. Fritz von Graevenitz: Gottlieb-Daimler-Denkmal (1950)
16. Eckhart Dietz: Weiblicher Torso (1987)
17. Siegfried Pietrusky: Gerüst mit drei Knubbeln (1997)
18. Reinhard Sigle: Ohne Titel 07 (2007)
19. Johannes Pfeiffer: Augenzeugen (2007)
20. Martin Pfeifle: Limboo (2012)
21. Daniel Wagenblast: Mann mit dem Auto (2006)
22. Robert Schad: Larag (2009)
23. Reinhard Scherer: Torturm (1995)
24. Erich Hauser: 7/87 (1987)
25. Frieder Stöckle: Armer Konrad (1973)
26. Karl Heinz Eisele: Der Wächter (2003)
27. Reinhard Scherer: Eigener Schatten (1987)
28. Klaus H. Hartmann: Brandung (1987)
29. Franklin Pühn: Gogo (1987)
30. Karl Heinz Eisele: Tuller Stein (1969)
31. G. Angelika Wetzel: Flügelfigur I (1984)
32. Reinhard Scherer: Mahnmal (1991)
33. Christoph Traub: Tor der Ahnen (2005)
34. Jean-Marc Dufour: Der Sommer einer Rose (2016)
35. Hans Michael Franke: Newgrange '97 (2001)
36. Manuela Tirler: Crossing XI (2017)
37. Romeo Marinello: San Marco Löwe (2005)
38. Jo Kley: Twister (2017)
39. Gerda Bier: Tor/Weg (1999)
40. Domenico Ferretti: Kopie der Allegorie der Rems (Remsus) von 1748/1753, ausgeführt in Sandstein (2007)
41. Tareq Alghamian: Die Verbindung (2017)
42. EBBA Kaynak: ´dazwischen´  Fluss (2017)
43. Christoph Traub: PULS (2017)

## Fotogalerie

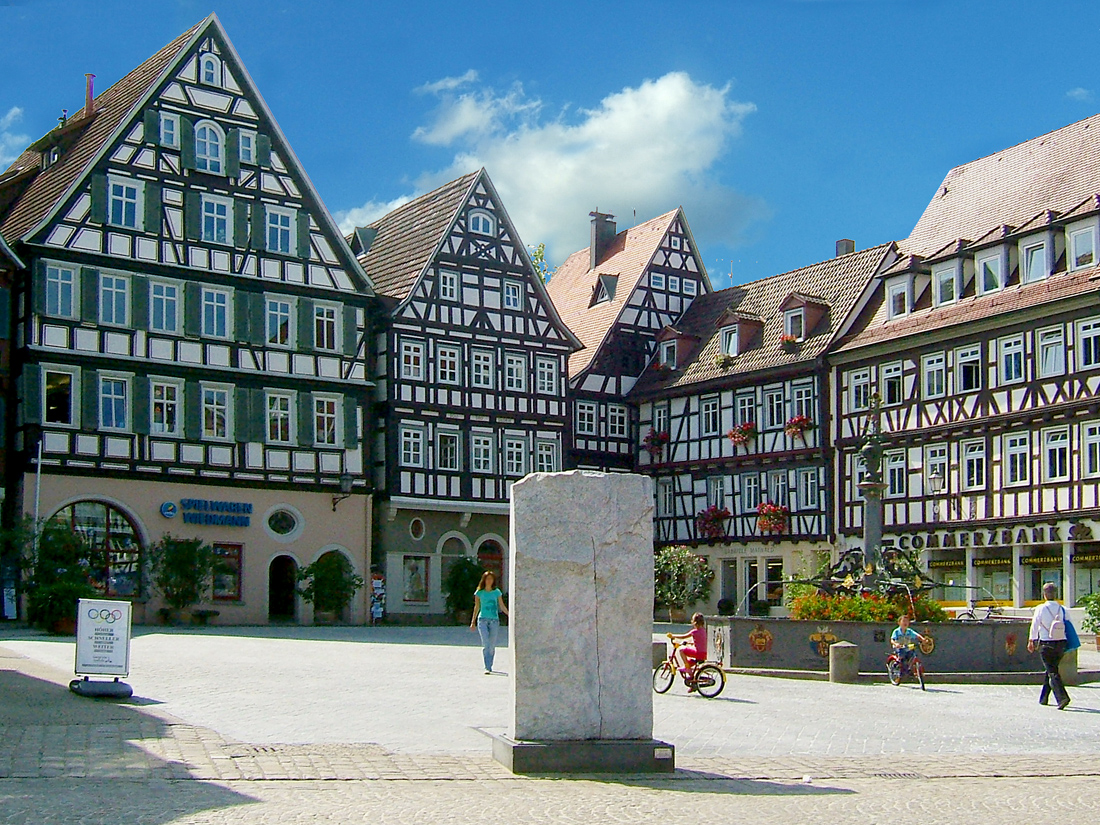
Fortschnittschritt von Hüseyin Altin
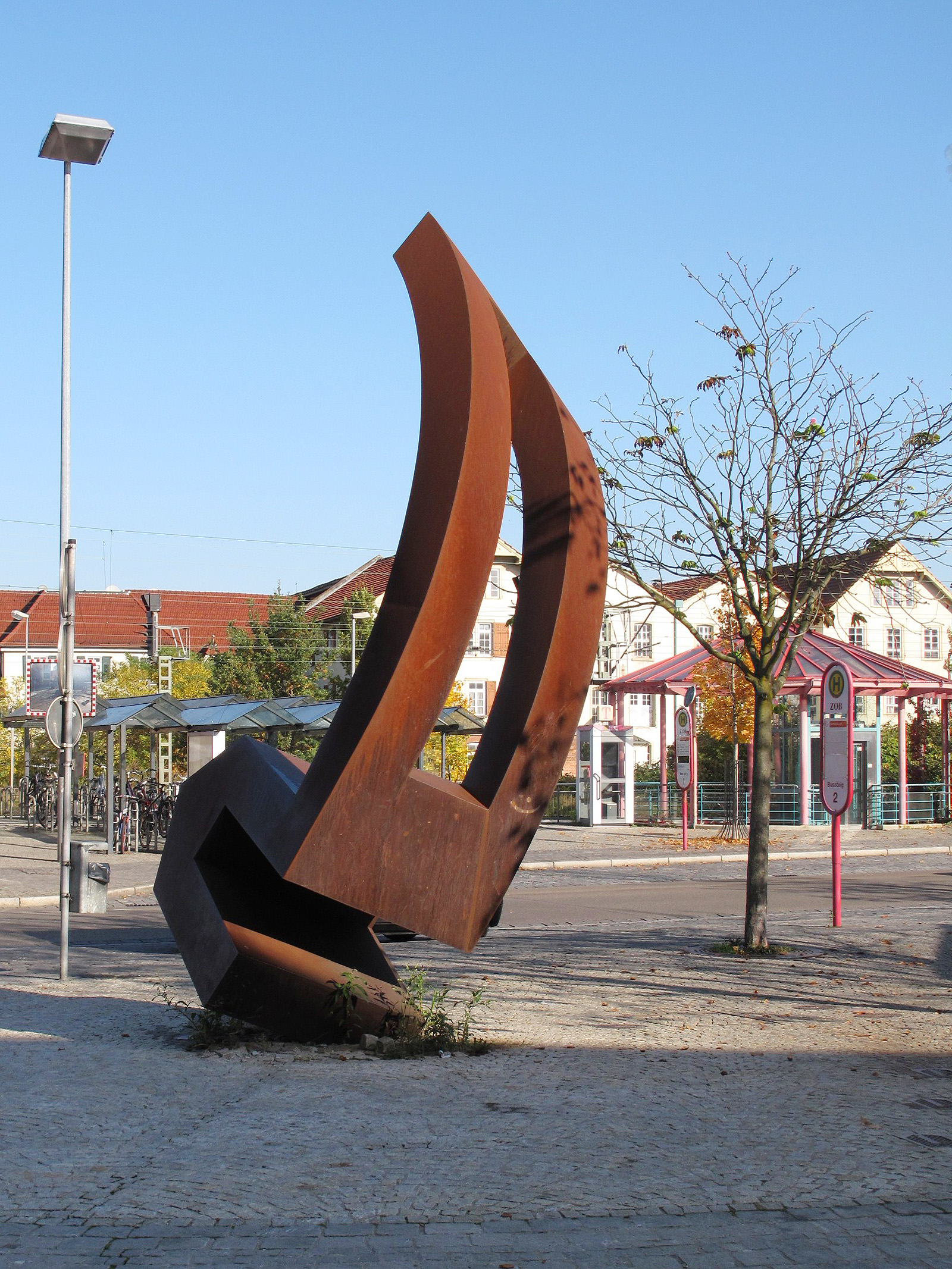
Haus mit durchbrochener Form von Werner Pokorny
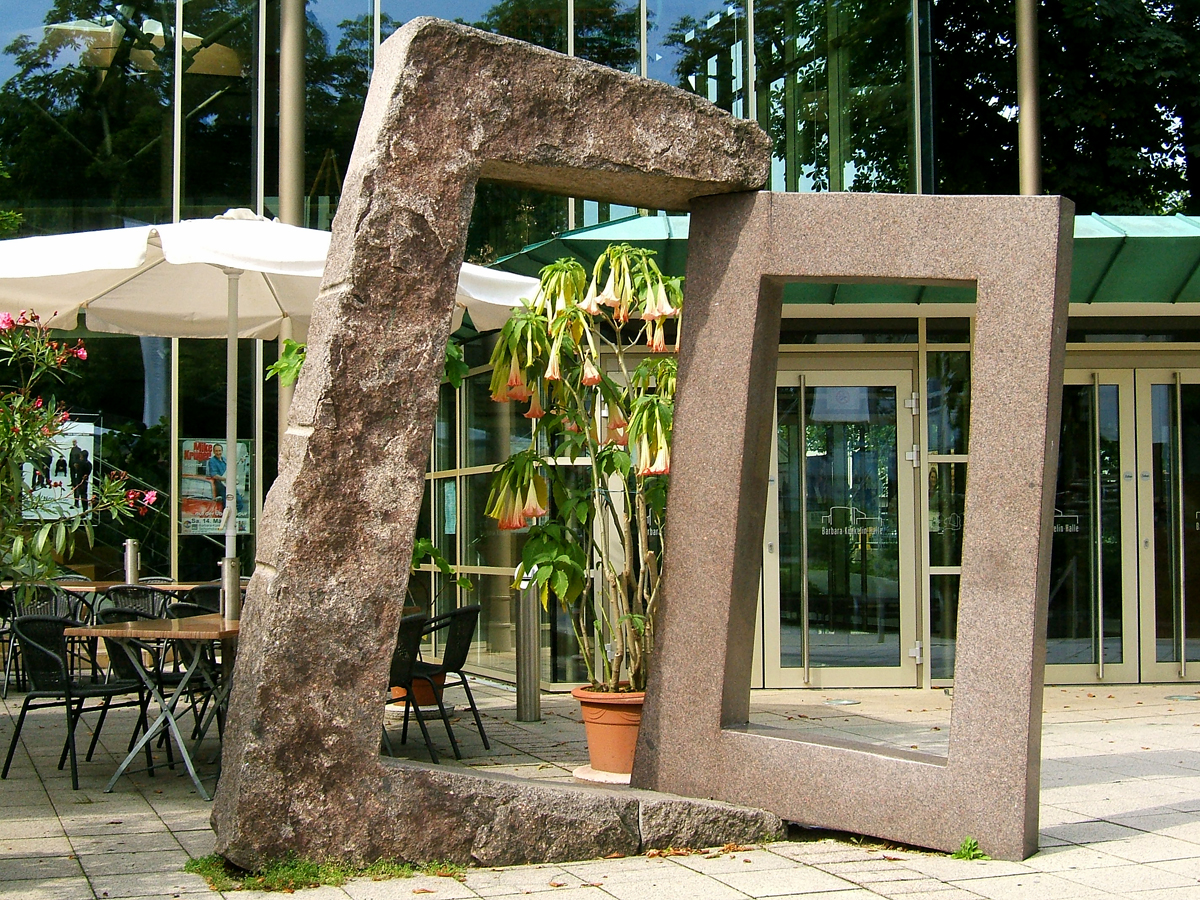
Rahmenbedingung von Josef Nadj
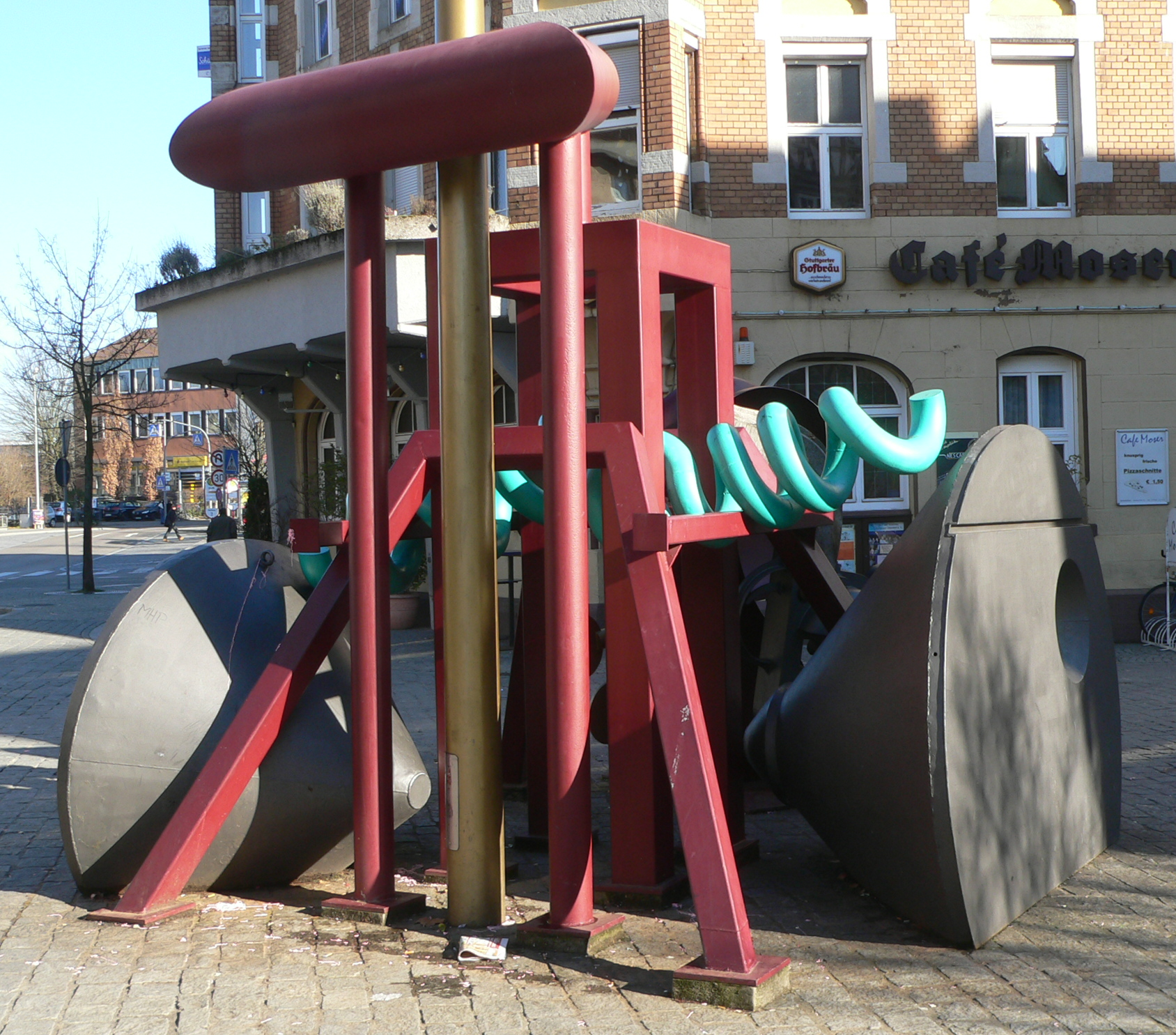
Swan Song, Still Unplugged in Schorndorf von David Lee Thompson
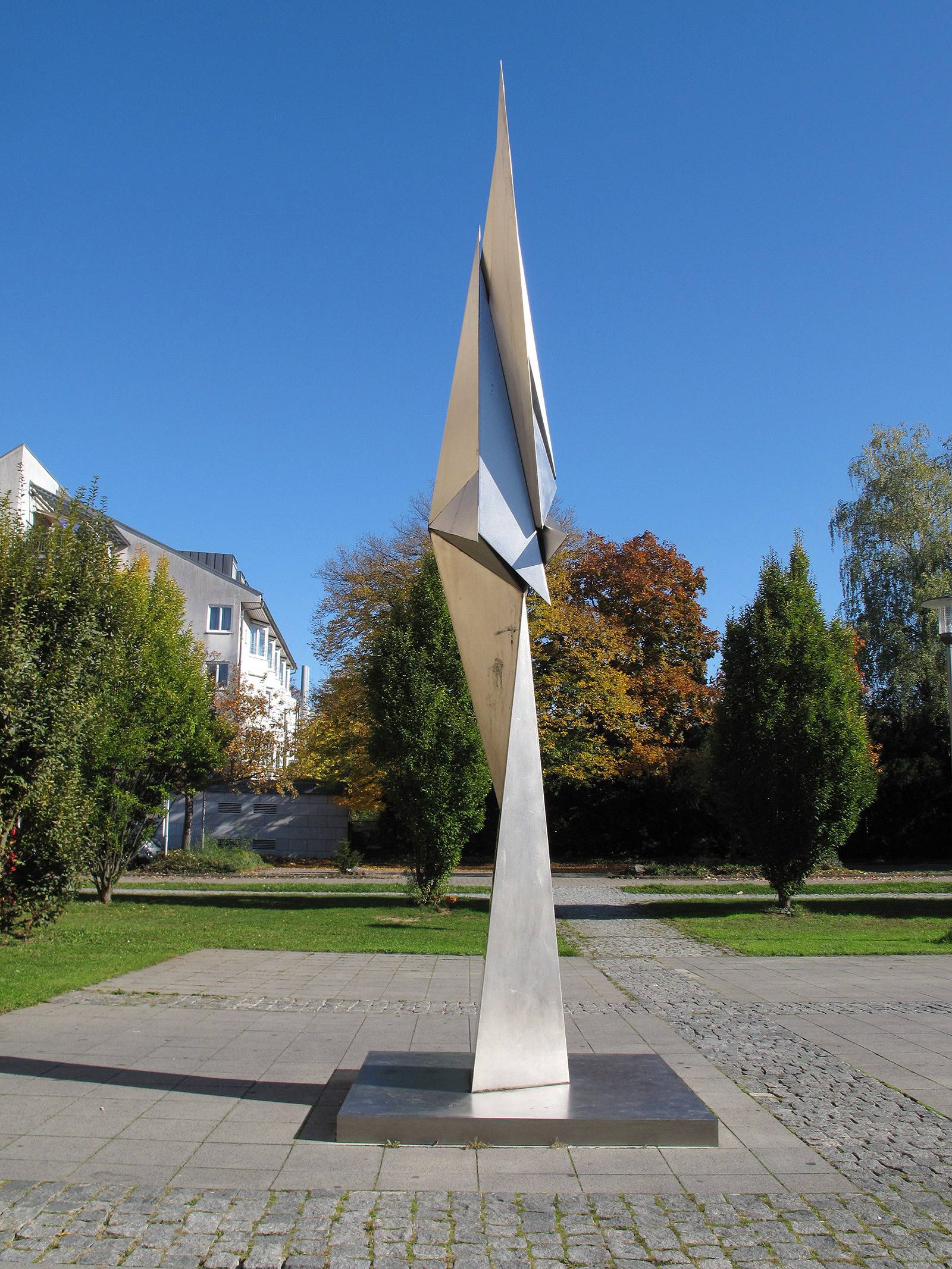
7/87 von Erich Hauser
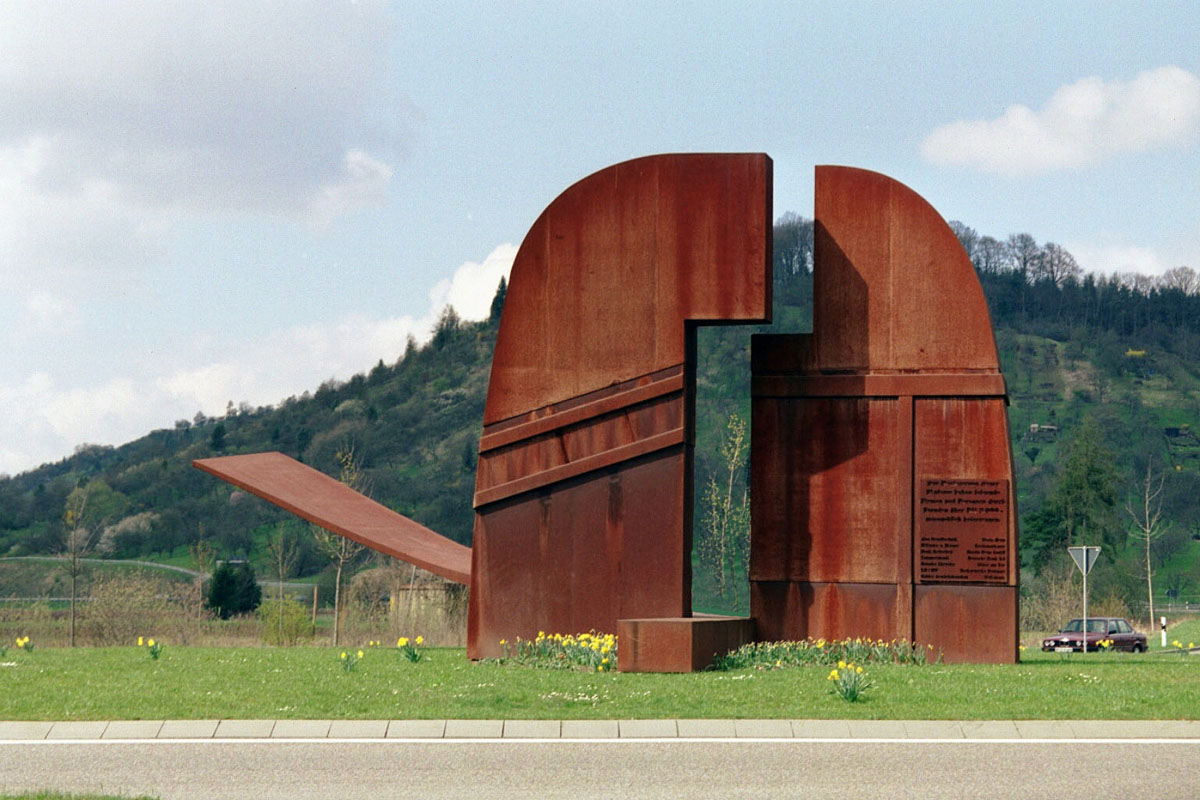
Tor/Weg von Gerda Bier
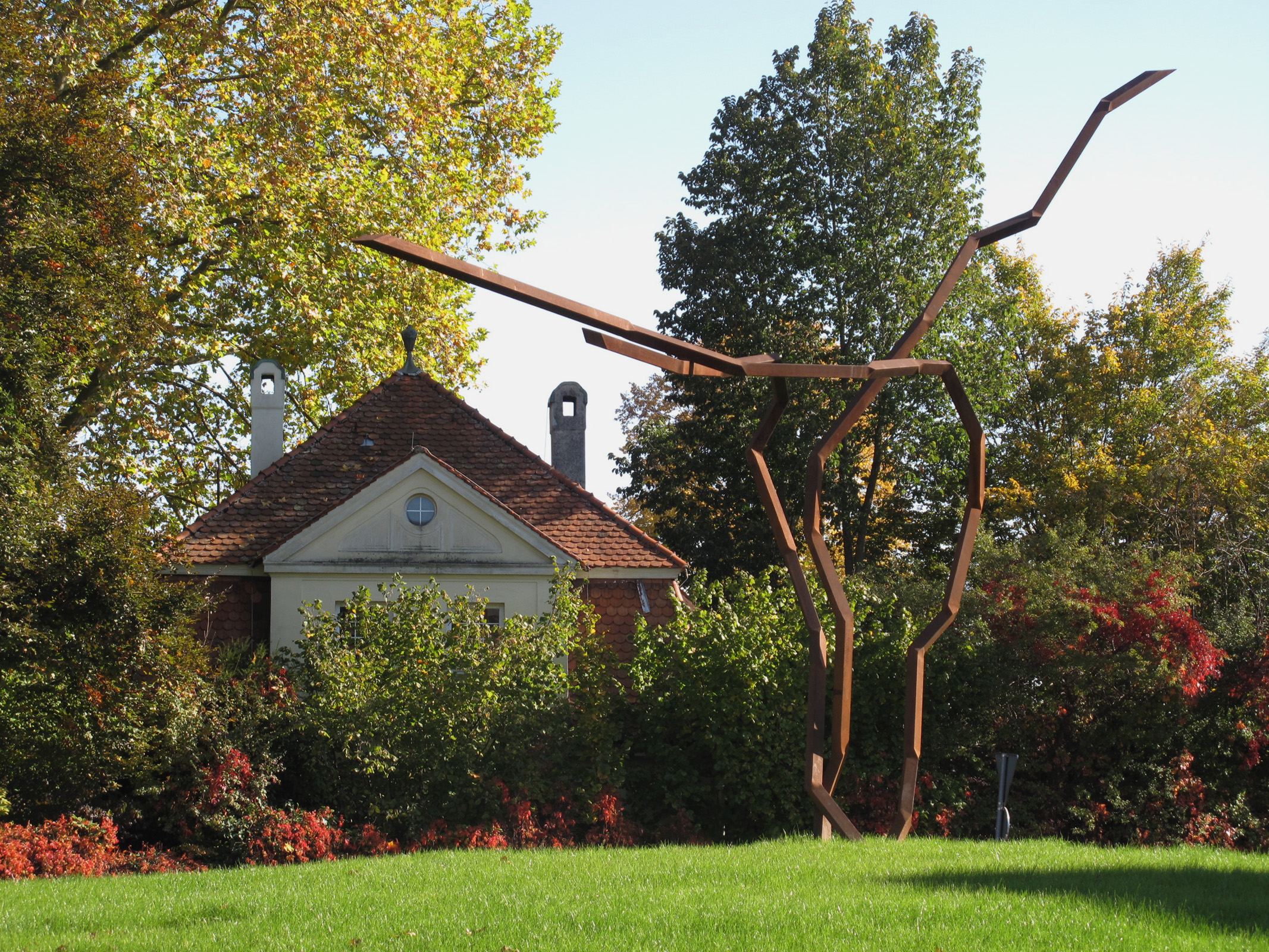
Larag von Robert Schad
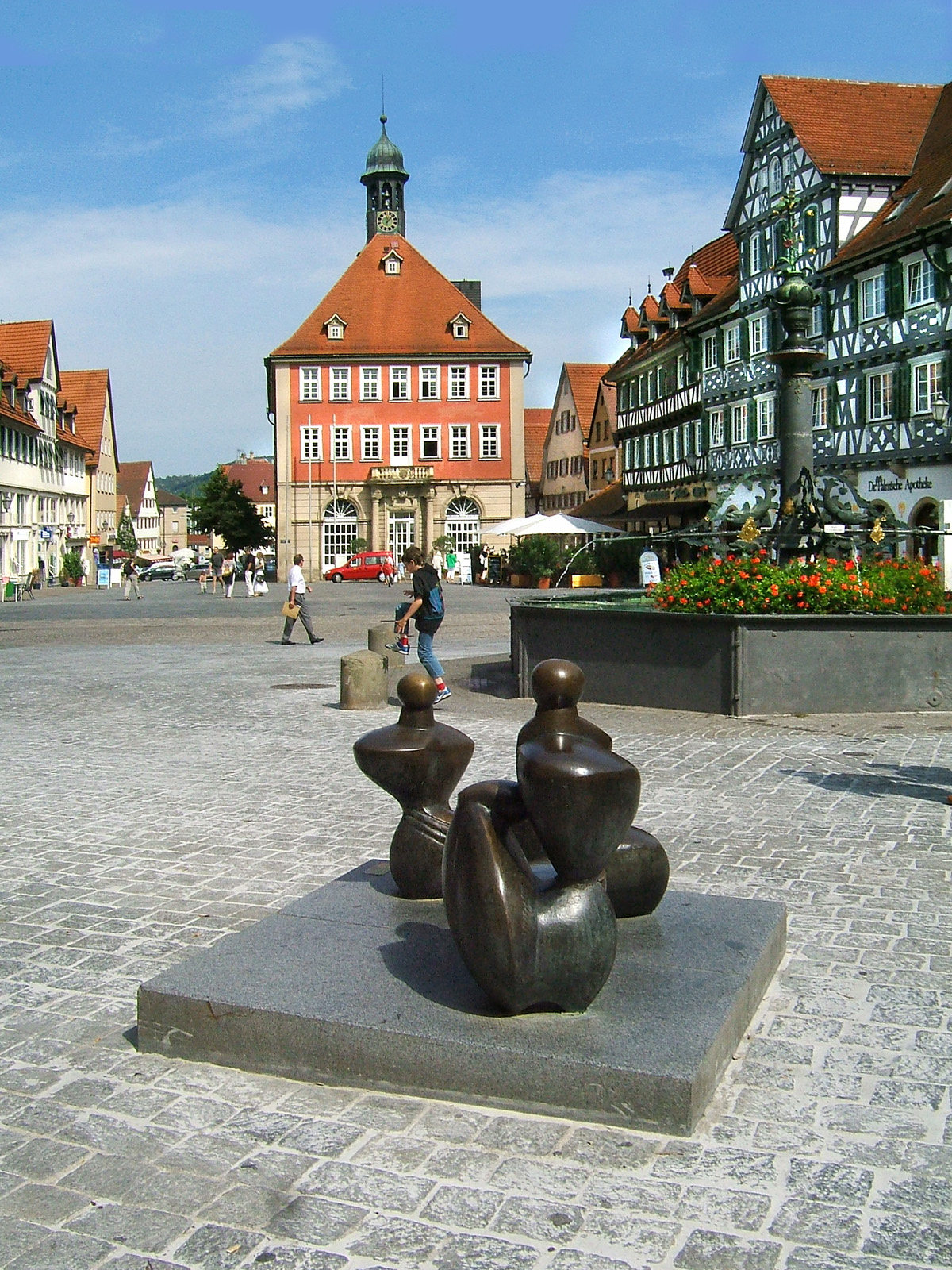
Das Gespräch von Max Seiz